# Narcís de tardor

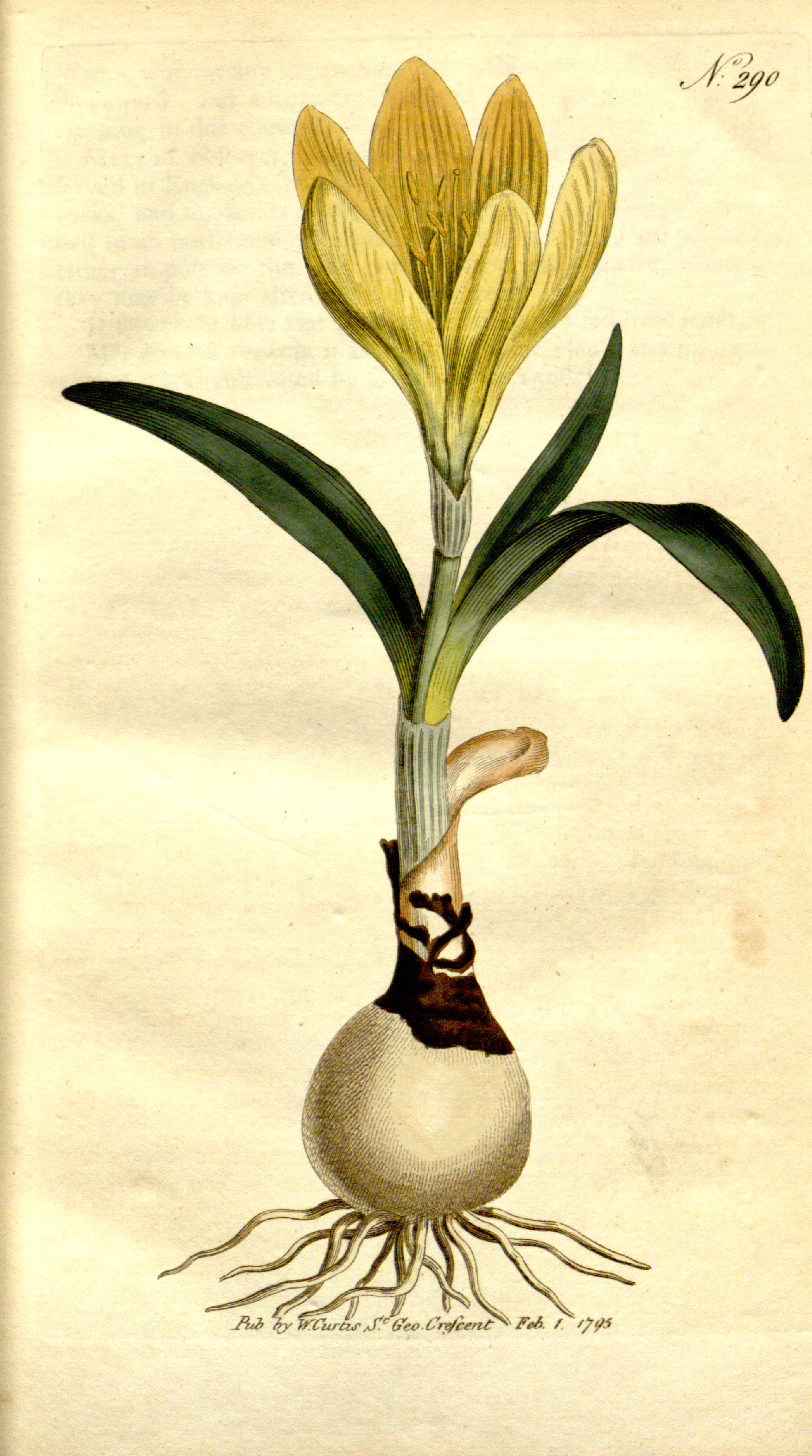
Il·lustració

El narcís de tardor o esternbèrgia (Sternbergia lutea), és una planta amb flors bulbosa que pertany a la família de les amaril·lidàcies, subfamília Amaryllidoideae, es fa servir com planta ornamental.
Addicionalment pot rebre els noms de còlquic groc, madrastra, margarita, narcís, perxa-sogra i perxa-sogres. També s'han recollit la variant lingüística madastra.

## Descripció
El seu bulb fa de 4-6 x 3-4 cm, amb túniques membranoses brunes que es perllonguen fins a 7 cm al llarg dels escaps. Té 1-4 escaps de 8-12 cm, de secció el·líptica; bràctea de 3,5-4 cm, Periant groc, amb tub de 5 mm i tèpals de 34 x 1-2 cm. Anteres d'1-1,5 mm. Estil tan llarg com els lòbuls del periant; estigma capitat. El fruit és una càpsula d'1,5 cm, globosa. Floreix de setembre a octubre; fructifica el febrer.

## Distribució i hàbitat
Es troba a les vores dels camins i peus de zones rocoses; a una altitud de 300-1000 m. al sud d'Europa –des de la península Ibèrica fins als Balcans -, Nord d'Àfrica i Oest d'Àsia –des del Caucas fins al Pamir-.
lutea: és l'epítet específic que en llatí significa "groguenca"

## Sinònims
- Amaryllis lutea L.
- Oporanthus luteus (L.) Herb.
- Oporanthus siculus (Tineo ex Guss.) Parl.
- Sternbergia aurantiaca Dinsm.
- Sternbergia greuteriana Kamari & R.Artelari
- Sternbergia sicula Tineo ex Guss.[6][7]